# بولات بيلجن
بولات بيلجن (بالتركية: Polat Bilgin)‏ (28 يونيو 1976 -)، ممثل تركي.
بعد تخرج بولات من المدرسة، كان يقضي وقت فراغه مع أصدقائه، وبعد مرور سنتين قرر دخول امتحان في الدراما، وفي الوقت نفسه بدأ العمل على مسرح الأناضول كفني ديكور وإضاءة.
ولاحقا بعد أن وصل إلى السنة الثالثة في دراسته بدأ في أداء بعض الأدوار على المسرح، وبعد أن أعجبته الفكرة قام بتأسيس مسرح «الشبح» ليؤدي ثلاث مسرحيات.
وحاليا يبدأ الفنان «بولات» مسيرته للحصول على درجة الماجستير في «كلية الإعلام والاتصالات».

## وصلات خارجية
- الموقع الشخصى لبولات بيلجن

## المصدر
موقع قناة mbc4